# Microhylinae
Sous-famille
Synonymes
- Hylaedactyli Fitzinger, 1843
- Cacopinae Noble, 1931
- Kaloulinae Noble, 1931
- Calluellinae Fei, Ye & Jiang, 2005

Les Microhylinae sont une sous-famille d'amphibiens de la famille des Microhylidae. Elle a été créée par l'herpétologiste et ichtyologiste britannique d'origine allemande Albert Charles Lewis Günther en 1858.

## Répartition
Les espèces des sept genres de cette sous-famille se rencontrent en Asie de l'Est, en Asie du Sud et en Asie du Sud-Est.

## Liste des genres
Selon Amphibian Species of the World (5 avril 2020) :
- Glyphoglossus Gunther, 1869
- Kaloula Gray, 1831
- Metaphrynella Parker, 1934
- Microhyla Tschudi, 1838
- Micryletta Dubois, 1987
- Mysticellus Garg and Biju, 2019
- Phrynella Boulenger, 1887
- Uperodon Duméril & Bibron, 1841

## Taxinomie
Les Cacopinae et les Kaloulinae ont été placées en synonymie avec les Microhylinae par Parker en 1934 et les Calluellinae par Frost et al. en 2006 ainsi que les Hylaedactyli.

## Publications originales
- Günther, 1858 : On the Systematic Arrangement of th Tailless Batrachians and the Structure of Rhinophrynus dorsalis. Proceedings of the Zoological Society of London, vol. 26, p. 339-352 (texte intégral).